# Breno (Fußballspieler)
Breno, mit bürgerlichem Namen Breno Vinícius Rodrigues Borges (* 13. Oktober 1989 in Cruzeiro), ist ein ehemaliger brasilianischer Fußballspieler, der von 2008 bis 2012 beim Bundesligisten FC Bayern München unter Vertrag stand. Der gelernte Abwehrspieler verbüßte wegen schwerer Brandstiftung eine Freiheitsstrafe in der JVA Stadelheim. Ab dem 9. August 2015 spielte er wieder für seinen ehemaligen Verein FC São Paulo; 2017 wechselte er zunächst auf Leihbasis zu Vasco da Gama.

## Spielerkarriere

### Vereinskarriere

#### Beginn in São Paulo
Vier Jahre lang hatte Breno in der Jugendabteilung des FC São Paulo gespielt, ehe er 2007 18-jährig in die Profimannschaft aufrückte. In seiner Premierensaison für den brasilianischen Vorjahresmeister hatte er einen erheblichen Anteil an der Verteidigung des Meistertitels.
„Momentan ist er der beste Verteidiger, den Brasilien im eigenen Land zu bieten hat“, hieß es im Kicker-Sportmagazin über den Abwehrspieler, der zum Ende der Meisterschaftssaison 2007 in Brasilien von der brasilianischen Fachzeitschrift „Placar“ mit dem Silbernen Ball als bester Spieler auf seiner Position ausgezeichnet wurde. Mit der Jugendmannschaft desselben Klubs hatte er 2006 bereits die U-17-Staatsmeisterschaft von São Paulo gewonnen. Aufgrund seiner guten Leistungen wurden bald namhafte Vereine aus Europa – wie der AC Florenz, Juventus Turin, Real Madrid und der FC Bayern München – auf Breno aufmerksam. Mehrere Zeitungen berichteten, dass die weit vorangeschrittenen Verhandlungen mit Real Madrid scheiterten, weil der Verein vom Brasilianer einen Befund über die Knochendichtemessung forderte. Die Verantwortlichen zweifelten an der Altersangabe des Spielers, da er für sein angegebenes Alter über eine ungewöhnlich kräftige Physis verfügte. Breno soll daraufhin die Verhandlungen abgebrochen haben.

#### Wechsel nach Europa
Stattdessen unterzeichnete Breno beim FC Bayern München einen bis zum 30. Juni 2012 gültigen Vertrag. Der Vorstandsvorsitzende des FC Bayern, Karl-Heinz Rummenigge, nannte Breno „eine Verpflichtung für die Zukunft“.
Sein erstes Pflichtspiel bestritt der junge Brasilianer am 12. März 2008 im Achtelfinal-Rückspiel des UEFA-Pokals bei der 1:2-Niederlage im Heimspiel gegen den RSC Anderlecht. Seinen Einstand in der Bundesliga gab Breno am 4. Mai 2008 (31. Spieltag), als er beim torlosen Unentschieden im Auswärtsspiel gegen den VfL Wolfsburg in der 73. Minute für Daniel Van Buyten eingewechselt wurde. Bis zum Jahresende 2009 bestritt Breno sieben Bundesliga-, fünf Champions-League-Spiele und ein DFB-Pokal-Spiel.
Um mehr Spielpraxis zu sammeln, wechselte Breno durch ein in der Winterpause abgeschlossenes Leihgeschäft von Januar 2010 bis zum Ende der Saison gemeinsam mit Andreas Ottl zum Ligakonkurrenten 1. FC Nürnberg. Dort konnte er durchweg gute Leistungen zeigen, kam jedoch nur zu sieben Einsätzen, da er sich am 7. März 2010 (25. Spieltag) beim 3:2-Sieg im Heimspiel gegen Bayer 04 Leverkusen nach einem Foul von Stefan Reinartz einen Kreuzbandriss zuzog und damit für den Rest der Saison ausfiel.
Zur Saison 2010/11 kehrte Breno zum FC Bayern München zurück. Noch vor seinem ersten Pflichtspieleinsatz wurde allerdings im September eine dritte Operation an seinem Knie notwendig. Nach überstandener Verletzung kam er am 14. November 2010 (12. Spieltag) beim 3:0-Sieg im Heimspiel gegen den 1. FC Nürnberg nach der Halbzeitpause für den angeschlagenen Martín Demichelis zum Einsatz. Am folgenden Spieltag, beim 1:1 im Heimspiel gegen Bayer 04 Leverkusen, absolvierte er erstmals volle 90 Minuten. Es folgten fünf weitere volle Einsätze. In der Rückrunde kam er über Kurzeinsätze kaum mehr hinaus. Am 25. Spieltag wurde er des Feldes verwiesen, nachdem er erstmals seit längerer Zeit wieder in der Startformation gewesen war. Danach kam er nur noch zu einem Sechs-Minuten-Einsatz. Bayern wurde in dieser Saison Dritter der Bundesliga.
Zu Beginn der Saison 2011/12 wurde dem mittlerweile 21-jährigen Breno am 19. September erklärt, dass er sich einer dritten Operation wegen seines Knies unterziehen müsse. Ob dieser Situation offensichtlich arg frustriert, steckte er in der folgenden Nacht unter Alkohol- und Medikamenteneinfluss sein angemietetes Haus im Münchner Nobelvorort Grünwald in Brand. Er wurde zunächst in Untersuchungshaft genommen, Bayern stellte aber Anfang Oktober eine Kaution, die seine einstweilige Entlassung ermöglichte. Dennoch kam er zu keinen weiteren Spielen bei den Bayern, sein zu Saisonende auslaufender Vertrag wurde nicht verlängert. Ein von der Presse verkündetes Wechselangebot des italienischen Erstligisten Lazio Rom kam nicht zustande, denn im Juli 2012 wurde Breno zu drei Jahren und neun Monaten Haft verurteilt.
Vom 19. August 2013 bis zu seiner Haftentlassung im Dezember des Folgejahres war Breno bereits Tagesfreigänger. Im Rahmen einer Resozialisierungsmaßnahme arbeitete er im Büro der Jugendleitung der Bayern und im Trainerstab der zweiten Mannschaft.

#### Rückkehr nach Brasilien
In der Haftzeit hielt sein ehemaliger Verein, der FC São Paulo mit Präsident Juvenal Juvêncio, ehemaliger Polizeiermittler, derzeitiger Politiker und Rechtsanwalt, informative Verbindungen zu Breno. Die brasilianischen Verantwortlichen hofften, dass Breno bei guter Führung und mit einer Vertragsgarantie seines ehemaligen Vereins von der deutschen Justiz bereits früher freigelassen werden könnte. Am 20. Dezember 2012 überraschte der FC São Paulo die Öffentlichkeit mit der Mitteilung, Breno einseitig bis 2015 wieder unter Vertrag genommen und dies beim brasilianischen Verband CBF registriert zu haben. Die Vereinsführung hoffte, ihm auf diese Weise eine Haftstrafe ersparen zu können. Jedoch dementierten später Verantwortliche der JVA, dass Breno jemals ein Angebot seitens São Paulo vorgelegen habe.
Nach seiner Haftentlassung am 14. Dezember 2014 kam er am 18. Dezember 2014 wieder in São Paulo an, wo er ab Januar 2015 wieder beim FC São Paulo trainierte. Im Vertrauen darauf, dass er wieder zurück zu alter Form finden werde, wurde sein im Juli 2015 auslaufender Vertrag für zwei weitere Jahre bis 2017 verlängert, obwohl er bis dato noch kein Pflichtspiel bestritten hatte. Nach über vier Jahren bestritt Breno wieder ein Fußballspiel – im Stadtderby am 9. August 2015 (17. Spieltag) beim 2:1-Sieg im Heimspiel gegen Corinthians São Paulo mit Einwechslung für Húdson Rodrigues dos Santos in der 59. Minute. Am 20. September 2015 (27. Spieltag) erzielte Breno bei einer 1:2-Niederlage im Auswärtsspiel gegen den Avaí FC nach über acht Jahren mit dem Treffer zum 1:1 in der 43. Minute wieder ein Tor. Danach kam er bei São Paulo nur noch zu wenigen Einsätzen in verschiedenen Wettbewerben. Am 17. Mai 2017 gab der CR Vasco da Gama bekannt, dass er Breno bis Dezember 2017 von São Paulo ausleiht. Nach Saisonende wurde bekannt, dass Breno fest zu Vasco wechselt. Er erhielt dort einen Kontrakt über drei Jahre. Nach Abschluss der Meisterschaft 2020, nach der Vasco als 17. der Tabelle in die Série B absteigen musste, verließ Breno den Klub. In seiner Zeit bei Vasco bestritt er insgesamt 33 Spiele. Im März 2021 verklagte er Vasco auf die Zahlung von 13.185.732,80 Real. Die Ansprüche resultierten u. a. aus nicht gezahlten Gehältern, Nichtabschluss einer Versicherung, 36 Monate Nichteinzahlungen auf ein FGTS-Konto (Fundo de Garantia do Tempo de Serviço). Insbesondere gab Breno dem Klub eine nicht unerhebliche Mitschuld an seinen Verletzungen. Er sei nach einer Operation in der Saison 2018 zu schnell wieder eingesetzt worden, was zu einer Operation an seinem linken Knie führte. Danach musste sich Breno fünf weiteren Operationen unterziehen. 2019 und 2020 konnte er aufgrund von Schmerzen nicht am Spielbetrieb teilnehmen. Er beendete seine Spielerkarriere im Dezember 2020.

### Nationalmannschaft
Breno spielte bereits in brasilianischen Jugendnationalmannschaften. Mit der Berufung in die Auswahlmannschaft für das olympische Fußballturnier 2008 in Peking am 8. Juli 2008 durch Nationaltrainer Carlos Dunga absolvierte Breno vor dem Turnier zwei Spiele in der U-23-Auswahlmannschaft. Mit jeweils 3:0 wurden die Test-Länderspiele am 28. Juli 2008 in Singapur (gegen Singapur) und am 1. August 2008 in Hanoi (gegen Vietnam) gewonnen. Beim olympischen Fußballturnier bestritt Breno als Mannschaftskapitän der Seleção Restritiva bis zum Gewinn der Bronzemedaille sechs Spiele.
Ende Januar 2011 wurde Breno für das Länderspiel am 9. Februar 2011 gegen Frankreich erstmals auch in den A-Kader berufen. Wegen seiner soliden Technik und seines robusten Zweikampfverhaltens wird Breno oft mit dem brasilianischen Nationalspieler und ehemaligen Spieler des FC Bayern Lúcio verglichen. Als „kopfballstark, robust, schnell, beidfüßig“ beschrieb ihn Giovane Élber, der den FC Bayern München als Spielerbeobachter auf Breno aufmerksam machte.

## Erfolge
International
- Olympische Bronzemedaille 2008
- Champions-League-Finalist 2012

Vereine
- Deutscher Meister: 2008 mit FC Bayern München
- DFB-Pokal-Sieger: 2008 mit FC Bayern München
- Brasilianischer Meister: 2007 mit São Paulo FC
- U-17-Staatsmeister von São Paulo: 2006 mit São Paulo FC

## Auszeichnungen
- Bola de Prata 2007
- Prêmio Craque do Brasileirão
  - Mannschaft des Jahres 2007
  - Entdeckung des Jahres 2007

## Verurteilung wegen Brandstiftung
In der Nacht zum 20. September 2011 brannte Brenos gemietete Villa im Münchner Vorort Grünwald, die er gemeinsam mit seiner Frau Renata, deren beiden Kindern und ihrem gemeinsamen Sohn bewohnte, komplett aus. Der Spieler, der zu der Zeit allein im Haus war, wurde dabei leicht verletzt und anschließend in ein Krankenhaus gebracht. Der Auslöser des Brandes war zunächst unklar. Wegen des Verdachts der schweren Brandstiftung wurde Breno am 24. September 2011 in Untersuchungshaft genommen und in die Justizvollzugsanstalt München verbracht. Am 6. Oktober wurde er gegen eine Kaution von 500.000 Euro aus der Untersuchungshaft entlassen. Am 11. April 2012 erhob die Staatsanwaltschaft München I gegen Breno Anklage wegen des Verdachts der schweren Brandstiftung. Unmittelbar vor Prozessbeginn kritisierte Giovane Élber mangelnde Integrationsbemühungen seines ehemaligen Vereins in der Vergangenheit.
Am 4. Juli 2012 wurde Breno wegen schwerer Brandstiftung zu drei Jahren und neun Monaten Freiheitsstrafe verurteilt. Gleichzeitig begann die Münchner Staatsanwaltschaft mit Ermittlungen gegen den Fußballklub wegen des Verdachts auf mögliche Verstöße gegen das Arzneimittelgesetz. Breno hatte angegeben, regelmäßig Schlafmittel aus einem unverschlossenen Medizinschrank genommen zu haben. Sein Antrag auf Revision wurde vom Bundesgerichtshof in Karlsruhe im Januar 2013 abgewiesen, womit das Urteil gegen ihn rechtskräftig wurde. Die Haftstrafe gegen Breno wurde am 14. Dezember 2014 zur Bewährung ausgesetzt, da er zu diesem Zeitpunkt bereits zwei Drittel seiner Strafe verbüßt hatte.